# 2012 aux Fidji
Cet article présente les faits marquants de l'année 2012 aux Fidji.

## Évènements
- 3 août : L'ancien premier ministre Laisenia Qarase, renversé par un coup d'État en décembre 2006, est condamné à un an de prison pour actes de corruption commis alors qu'il était au pouvoir[1].

- 3 septembre : Aux Jeux paralympiques d'été de 2012 à Londres, Iliesa Delana obtient la médaille d'or dans l'épreuve du saut en hauteur hommes F42. Il est le premier Fidjien à remporter une médaille, de quelque couleur que ce soit, aux Jeux paralympiques (ou olympiques). Il est aussi le premier athlète représentant un pays des îles du Pacifique à remporter une médaille d'or paralympique ou olympique[2],[3].

- 29 septembre : Les Fidji sont élus à la présidence du Groupe des 77, organisation de 132 pays en développement au sein de l'ONU. C'est la première fois qu'un pays océanien prend la présidence de ce groupe fondé en 1964. La campagne fidjienne a été menée, avec l'appui d'États d'Asie et du Pacifique, par le ministre des Affaires étrangères Ratu Inoke Kubuabola, et par l'ambassadeur fidjien auprès des Nations unies, Peter Thomson[4].

- 17 décembre : Le Cyclone Evan (en) frappe les Fidji, détruisant des maisons, mais aucun décès n'est signalé[5].

- 21 décembre : La commission chargée de la rédaction d'une nouvelle Constitution, présidée par le Kényan Yash Ghai (en), remet le fruit se ses travaux au Président de la République, Ratu Epeli Nailatikau. Une assemblée constituante nommée par le gouvernement (issu du coup d'État de 2006) doit ensuite finaliser le document[6].